# Фармерсвілл (Нью-Йорк)
Фармерсвілл (англ. Farmersville) — місто (англ. town) в США, в окрузі Каттарогус штату Нью-Йорк. Населення — 1073 особи (2020).

## Демографія
Згідно з переписом 2010 року, у місті мешкало 1090 осіб у 445 домогосподарствах у складі 310 родин. Було 715 помешкань
Расовий склад населення:
| - 97,2 % — білих - 0,4 % — корінних американців - 0,2 % — чорних або афроамериканців - 0,1 % — азіатів |

До двох чи більше рас належало 1,7 %. Частка іспаномовних становила 1,7 % від усіх жителів.
За віковим діапазоном населення розподілялося таким чином: 23,1 % — особи молодші 18 років, 61,8 % — особи у віці 18—64 років, 15,1 % — особи у віці 65 років та старші. Медіана віку мешканця становила 44,3 року. На 100 осіб жіночої статі у місті припадало 97,5 чоловіків;  на 100 жінок у віці від 18 років та старших — 103,4 чоловіків також старших 18 років.
Середній дохід на одне домашнє господарство  становив 53 932 долари США (медіана — 46 875), а середній дохід на одну сім'ю — 62 172 долари (медіана — 53 917). Медіана доходів становила 34 922 долари для чоловіків та 36 528 доларів для жінок. За межею бідності перебувало 12,6 % осіб, у тому числі 14,0 % дітей у віці до 18 років та 7,6 % осіб у віці 65 років та старших.
Цивільне працевлаштоване населення становило 487 осіб. Основні галузі зайнятості: освіта, охорона здоров'я та соціальна допомога — 21,1 %, роздрібна торгівля — 12,5 %, транспорт — 12,3 %.